# Sergio Mora Sánchez
Sergio Mora Sánchez (Madrid, 30 agosto 1979) è un allenatore di calcio ed ex calciatore spagnolo, di ruolo centrocampista.

## Caratteristiche tecniche
È un mediano.

## Carriera

### Club
È cresciuto nelle giovanili del Rayo Vallecano.

## Statistiche

### Presenze e reti nei club
Statistiche aggiornate al 7 luglio 2017.
| Stagione        | Squadra         | Campionato      | Campionato | Campionato | Coppe nazionali | Coppe nazionali | Coppe nazionali | Coppe continentali | Coppe continentali | Coppe continentali | Altre coppe | Altre coppe | Altre coppe | Totale | Totale | Totale |
| Stagione        | Squadra         | Comp            | Pres       | Reti       | Comp            | Pres            | Reti            | Comp               | Pres               | Reti               | Comp        | Pres        | Reti        | Pres   | Reti   |        |
| --------------- | --------------- | --------------- | ---------- | ---------- | --------------- | --------------- | --------------- | ------------------ | ------------------ | ------------------ | ----------- | ----------- | ----------- | ------ | ------ | ------ |
| 2000-2001       | Gandía          | SB              | 20         | 3          | CR              | 0               | 0               |                    | -                  | -                  |             | -           | -           | 20     | 3      |        |
| 2001-2002       | Getafe          | SB              | 21         | 3          | CR              | 0               | 0               |                    | -                  | -                  |             | -           | -           | 21     | 3      |        |
| 2002-2003       | Rayo Vallecano  | PD              | 21         | 0          | CR              | 0               | 0               |                    | -                  | -                  |             | -           | -           | 21     | 0      |        |
| 2003-2004       | Hércules        | SB              | 24         | 1          | CR              | 0               | 0               |                    | -                  | -                  |             | -           | -           | 24     | 1      |        |
| 2004-2005       | Hércules        | SB              | 16         | 0          | CR              | 0               | 0               |                    | -                  | -                  |             | -           | -           | 16     | 0      |        |
| 2005-2006       | Hércules        | SD              | 29         | 0          | CR              | 0               | 0               |                    | -                  | -                  |             | -           | -           | 29     | 0      |        |
| Totale Hércules | Totale Hércules | Totale Hércules | 69         | 1          |                 | 0               | 0               |                    | -                  | -                  |             | -           | -           | 69     | 1      |        |
| 2006-2007       | Benidorm        | SB              | 30         | 1          | CR              | 0               | 0               |                    | -                  | -                  |             | -           | -           | 30     | 1      |        |
| 2007-2008       | Alcoyano        | SB              | 33         | 0          | CR              | 0               | 0               |                    | -                  | -                  |             | -           | -           | 33     | 0      |        |
| 2008-2009       | Alcoyano        | SB              | 32         | 7          | CR              | 0               | 0               |                    | -                  | -                  |             | -           | -           | 32     | 7      |        |
| Totale Alcoyano | Totale Alcoyano | Totale Alcoyano | 65         | 7          |                 | 0               | 0               |                    | -                  | -                  |             | -           | -           | 65     | 7      |        |
| 2009-2010       | Alcorcón        | SB              | 27         | 1          | CR              | 4               | 0               |                    | -                  | -                  |             | -           | -           | 31     | 1      |        |
| 2010-2011       | Alcorcón        | SD              | 33         | 3          | CR              | 3               | 0               |                    | -                  | -                  |             | -           | -           | 36     | 3      |        |
| 2011-2012       | Alcorcón        | SD              | 26         | 3          | CR              | 4               | 0               |                    | -                  | -                  |             | -           | -           | 30     | 3      |        |
| 2012-2013       | Alcorcón        | SD              | 22         | 1          | CR              | 0               | 0               |                    | -                  | -                  |             | -           | -           | 22     | 1      |        |
| 2013-2014       | Alcorcón        | SD              | 32         | 1          | CR              | 1               | 0               |                    | -                  | -                  |             | -           | -           | 33     | 1      |        |
| 2014-2015       | Alcorcón        | SD              | 15         | 0          | CR              | 0               | 0               |                    | -                  | -                  |             | -           | -           | 15     | 0      |        |
| Totale Alcorcón | Totale Alcorcón | Totale Alcorcón | 155        | 9          |                 | 12              | 0               |                    | -                  | -                  |             | -           | -           | 167    | 9      |        |
| 2015-2016       | Alavés          | SD              | 39         | 3          | CR              | 2               | 0               |                    | -                  | -                  |             | -           | -           | 41     | 3      |        |
| 2016-2017       | UCAM Murcia     | SD              | 8          | 0          | CR              | 1               | 0               |                    | -                  | -                  |             | -           | -           | 9      | 0      |        |
| Totale carriera | Totale carriera | Totale carriera | 428        | 27         |                 | 15              | 0               |                    | -                  | -                  |             | -           | -           | 443    | 27     |        |

## Palmarès
- Segunda División: 1

Alaves: 2015-2016